# Hermann Feierabend
Hermann Feierabend (* 1928 in Rorschach, Schweiz; † 1995 in Friedrichshafen) war ein deutsch-schweizerischer Maler und Grafiker.
Aufgewachsen in Rorschach und gefördert von seinem Vater, der Kunstschlosser war, übersiedelte die Familie 1940 nach Friedrichshafen auf die deutsche Seite des Bodensees, wo Hermann eine Malerlehre für Schrift und Dekoration begann. Infolge Militärdienst (zu dem er schon 16-jährig einberufen wurde) und anschließender Gefangenschaft konnte er die Lehre erst 1948 fortsetzen.
Von 1951 bis 1956 studierte er bei Mertz an der Akademie für Erkenntnis und Gestaltung in Stuttgart die Fächer Bühnenbild, Malerei und Grafik und lehrte dort anschließend bis 1960 Porträt- und Aktzeichnung.
Nach einem Jahr als freischaffender Grafiker arbeitete er von 1961 bis 1990 als Werbegrafiker in der ZF Friedrichshafen AG und stellte in den 60er-Jahren mehrfach im Raum Bodensee Ölgemälde, Aquarelle und Grafik aus. 1990 schied er aus dem Maschinenbau-Unternehmen aus, um künftig als freischaffender Maler und Bühnenbildner tätig zu sein. Doch starb er schon fünf Jahre später als 67-Jähriger.
Ab den 1980ern stellte er alle ein bis zwei Jahre an verschiedenen Orten Süddeutschlands aus. Drei Jahre nach seinem Tod wurde 1998 eine große Gedächtnisausstellung im Graf-Zeppelin-Haus von Friedrichshafen organisiert, der von 2000 bis 2002 weitere in Kressborn, Wasserburg und den Schlössern Maurach und Salem folgten.
Der Maler war mit Hanne Feierabend verheiratet, die 2006 eine Monografie über ihn herausgab, und langjähriges Mitglied der Künstlergruppe Panta Rhei. Besonders liebte er Motive und Stimmungsbilder vom Bodensee und dessen Hinterland, sowie aus stillen Ecken seinen südlichen Urlaubsorte. Einige der Ölbilder Feierabend stechen durch ihre rätselhaft bunten Wälder hervor. 